# Borland Racing Developments
Borland Racing Developments (kurz BRD) ist ein Rennwagenhersteller, der auch selbst eine Rennwagenmannschaft unterhält.
Die Firma wurde 1984 gegründet, um Autos für die australische Formel-2-Meisterschaft zu entwerfen.
In den darauf folgenden fünf Jahren wurden vier Meisterschaften gewonnen, anschließend wandte sich der Firmengründer Michael Borland der Fertigung von Spektrum-Fahrzeugen für die Formel Ford und Sabre-Fahrzeugen für die Formel V zu.

## Entwicklung der Firma
Die Firma entwickelte sich zu einem Rennwagen-Design-Betrieb, Konstruktionsbetrieb und Spezialhersteller, das Werksrennteam blieb immer einer ihrer Kernkompetenzen. Kenntnisse und Erfahrungen, die durch die Wettbewerbe gewonnen wurden, halfen beim Bau und der Entwicklung der Rennwagen, die BRD baut.
Die Firma betreut Fahrer von ihren ersten Schritten im Motorsport bis zu einer professionellen Karriere. Fahrer, die bei BRD waren, sind z. B. Craig Lowndes, Jason Bright, Jason Bargwanna, Steven Richards, Mark Winterbottom, Shane Price und John Martin.
Das Spectrum-Fahrwerk konnte sich im lokalen Formel-Ford-Markt etablieren, wobei Jason Bargwanna 1996 einen 2. Platz errang. In einem Doppelsieg in der australischen Meisterschaft 1998 für Adam Macrow und Christian Jones (Sohn des Formel-1-Weltmeisters 1980, Alan Jones) bewährte sich dieses Fahrwerk und ab 2004 war Spectrum die Marke mit dem dauerhaftesten Erfolg in der australischen Formel Ford.
2000 errang Phil Hellebrekers in Neuseeland den ersten internationalen Titel für die Marke. 2006 entstand der Spectrum Modell 011 für die Meisterschaft im Vereinigten Königreich. Auf der GP-Strecke in Brands Hatch errang John Martin beim ersten Einsatz einen Sieg. Dieser Sieg veranlasste BRD, die Mark Bailey Racing Ltd. als Niederlassung im Vereinigten Königreich zu gründen, die es 2008 erreichte, dass das Spektrum-Fahrgestell durch das in der britischen Meisterschaft führende Team, Kevin Mills Racing, übernommen wurde. Das Team errang mit dem Spectrum-Chassis 2008 und 2009 Pole-Positions und Siege und war regelmäßig auf den ersten Plätzen der britischen Wettbewerbe vertreten.
BRD entwickelte sich zum Spezialhersteller: man beschäftigt sich mit Fahrzeugen für Daytona-Sportwagen-Wettbewerbe, Restaurierungen historischer Rennfahrzeuge und Fertigung von Sonderteilen für die Motorsportindustrie.
Im Laufe des Jahres 2007 wurde die Fabrikfläche in Braeside (Victoria) auf das Doppelte vergrößert, um die bisherigen Aufgaben zu bewältigen und Platz für neue Projekte zu schaffen. Eines der ersten neuen Projekte war der Spectrum F2000 (der Rennwagen mit Slicks und Flügeln für den US-Markt) und der Sabre 02 Formula Vee 1600.

## Fahrzeuge

### Spectrum Formula Ford
Der Einsatz des Ford-Duratec 1600-Motors (aus dem straßentauglichen Ford Fiesta) in der Formel Ford sowohl im Vereinigten Königreich als auch in Australien ab der Saison 2006 bot die Möglichkeit, die neue Evolutionsstufe der Spectrum-Reihe, das Modell 011, herauszubringen. Der Schwerpunkt der Entwicklung lag beim Modell 011 auf dem Feintuning des Fahrgestells und des Fahrwerks, um die Vorteile des reduzierten Gewichtes und der höheren Leistung des neuen Motors voll nutzen zu können.
Das neue Modell konnte sofort Erfolge verzeichnen; John Martin gewann in der Fiesta-befeuerten Formel Ford den australischen Titel 2006. In dieser Saison baute BRD auch einen Spectrum 011 nach dem Reglement des Vereinigten Königreiches. John Martin fuhr daraufhin einen Sieg in Brands Hatch auf dem Präsentationswochenende des Autos ein. Das 011er-Fahrwerk dominierte die australische Meisterschaft und wurde auch international bekannt.
Diese Entwicklung setzt das Unternehmen fort und der Spectrum 012 Formula Ford von 2010 wurde an Chassis und Karosserie überarbeitet, was sowohl die Fahrleistungen als auch die Sicherheit des Autos verbessern sollte. Erkenntnisse aus dem Windkanal und aus der Fahrerprobung führten zu einer weiteren Verbesserung in dieser Klasse: der so optimierte Luftstrom über dem Auto und durch den Motor sorgte für eine höhere Endgeschwindigkeit durch höhere Motorleistung und geringeren Luftwiderstand.
Die Karosserie von 2010 bot besseren Schutz für den Kopf des Fahrers und gleichzeitig bessere Rundumsicht. Der vergrößerte Raum für den Fahrer führte zu einer niedrigeren Sitzposition, die – besonders für größere Fahrer – den Komfort und die Sicherheit vergrößerte sowie die mögliche Höchstgeschwindigkeit durch einen niedrigeren Schwerpunkt erhöhte. Auch die Standzeiten für Teiletausch und Reparaturen wurden verringert.
Als Beleg für die Weiterentwicklung des Spectrum-Fahrgestells durch Borland Racing Developments kann gelten, dass Chaz Mostert die Eröffnungsrunde der Genuine Ford Parts Australian Formula Ford Championship dominierte, die gleichzeitig der erste Wettbewerb für den Spectrum 012 war. Mostert qualifizierte sich mit dem Synergy Motorsport Spectrum 012 auf der Pole-Position und gewann die Runde, wobei er einen neuen Rundenrekord aufstellte.
Merkmale des Spectrum 012:
- Einstellbare Stoßdämpfer von Bespoke Penske
- Spurstangenköpfe in Flugzeugqualität mit sphärischen Lagern von NMB
- Datalog-System von MoTeC SDL
- Kabelbaum und Elektrostecker in Motorsportqualität
- Bremsen, Kraftstoff- und Ölleitungen in Motorsportqualität
- Feuerlöscher, Rennnetz und Tank nach FIA-Standard
- Betankungssystem serienmäßig in Motorsportqualität
- Von Mark Bailey Racing überarbeitetes Hewland-LD200-Getriebe

### Spectrum FF1600
Alle erprobten Ausstattungsdetails des Spectrum Formula Ford sind auch in den FF1600-Rennwagen eingebaut. Spezielle FF1600-Autos können fertig von der Fabrik erworben werden oder man kann alle Teile kaufen, die notwendig sind, um einen Spectrum Formula Ford in einen FF1600 umzubauen. Der Spectrum FF1600 wird nach den gleichen Ausführungsstandards wie der Formula Ford gebaut, einschließlich des leichten Antriebsstrangs.
BRD baute die FF1600 seit den 1980er-Jahren und errang damit nationale und internationale Renn- und Wettbewerbssiege. 2009 gewann Jesse Fenech die Victoria State FF1600 Championship mit einem Spectrum 010b und Ben Norton fuhr den Wiltshire College Spectrum 011 zum Sieg in der Castle Combe FF1600 Championship, damals vermutlich die beiden schwierigsten FF1600-Meisterschaften der Welt. Mit dem FF 1600 I gewannen Norton und das Wiltshire-College-Team die Castle Combe Carnival.

### Sabre Formula Vee
Von 1993 bis 2000 verkaufte BRD 23 Sabre 01-Formel-V-Rennwagen. Technische Änderungen in der Formel V und der schnell steigende Bedarf an Spectrum Formula Ford sorgten dafür, dass das Formel-V-Projekt einige Jahre nicht verfolgt wurde.
2007 war die V-Kategorie erfolgreich zu den FV1600-Vorschriften übergegangen und die Klasse erfreute sich großen Wachstums. Neue Werksgebäude und ein vergrößerter Personalstand versetzte BRD in die Lage, mit der Entwicklung ihrer zweiten Generation von Formel-V-Fahrzeugen, dem Sabre 02, der genau nach den FV1600-Vorschriften konzipiert war, zu beginnen. Der Prototyp wurde im Jahre 2008 entworfen und gebaut, dann folgten 2009 umfangreiche Tests auf der Rennstrecke. Als der Wagen in den Tests Rundenrekorde erreichte, war er produktionsreif und Ende 2009 wurden die ersten Bestellungen angenommen.
Der Sabre 02 hatte mit dem Spectrum 012 Formula Ford viele Komponenten gemein, wie z. B. die wichtigsten Karosserieteile. Der Sabre 02 erreichte, wie der Spectrum, von Anfang an Siege. Daniel Reinhardt fuhr den Sabre 02 des Junior Racing Developments Team zu einer Pole-Position, gewann alle vier Rennen und erreichte einen neuen Rundenrekord auf dem Sandown International Raceway.
Merkmale des Sabre Formula Vee:
- Einstellbare Stoßdämpfer von Bespoke Penske
- Spurstangenköpfe in Flugzeugqualität mit sphärischen Lagern von NMB
- Datalog-System von MoTeC SDL
- Kabelbaum und Elektrostecker in Motorsportqualität
- Bremsen, Kraftstoff- und Ölleitungen in Motorsportqualität

Der Sabre Formula Vee werden in Australien von BRD und Junior Racing Developments (JRD) als Händler für Neuwagen und Teilelieferanten unterstützt. JRD hat ein großes Teilelager und ist bei allen wichtigen Formel-V-Rennen vor Ort.

## Trivia
Michael Borland ist der Neffe von Brian Shead von Cheetah Racing Cars.